# Anthony Clark (badmintonner)
Anthony Clark (Derby, 1 november 1977) is een Engels badmintonner.
Anthony begon zijn professionele loopbaan in 2002. Hij is voornamelijk actief in het dubbelspel, zowel in het herendubbel als het gemengddubbel.
Hij brak pas echt door in 2004 toen hij aan de zijde van zijn partner Nathan Robertson zilver behaalde op het EK.
Datzelfde jaar nam hij ook deel aan de Olympische Spelen van 2004. Clark en Robertson sneuvelden al vrij snel in de achtste finales.
In 2006 behaalde Anthony tweemaal zilver op het WK:
- in het heren dubbel aan de zijde van Robert Blair
- in het gemengd dubbel aan de zijde van Donna Kellogg

## Belangrijkste resultaten

### Kampioenschappen
| Jaar | Wereldkampioenschappen | Wereldkampioenschappen | Europese kampioenschappen | Europese kampioenschappen |
|      | heren dubbel           | gemengd dubbel         | heren dubbel              | gemengd dubbel            |
| ---- | ---------------------- | ---------------------- | ------------------------- | ------------------------- |
| 2004 |                        |                        | Zilver                    |                           |
| 2006 | Zilver                 |                        | Zilver                    |                           |

### Andere toernooien
| Jaar | Heren dubbel                          | Gemengd dubbel |
| ---- | ------------------------------------- | -------------- |
| 2004 | Thailand Open · Bitburger Open        |                |
| 2005 | Swedish International · Portugal Open | Portugal Open  |
| 2006 | German Open                           | Denmark Open   |